# Wasserkraftmaschine
Wasserkraftmaschinen sind Konstruktionen und Maschinen, die die im Wasser gespeicherte potentielle und/oder kinetische Energie primär in mechanische Arbeit wandeln.
Genutzt wird dabei: 
- die potentielle Energie von Wasser aus Fließgewässern wie Bächen, Flüssen, Strömen, welches eigens dafür in Stauwehren zurückgehalten wird
- die potentielle Energie von Wasser in hochgelegenen, vielfach extra zu diesem Zweck angelegten Staubecken zum Betrieb von Pumpspeicherkraftwerken
- die kinetische Energie (Bewegungsenergie) des Wassers von Fließgewässern
- die Bewegungsenergie der Gezeiten, welche bedingt durch die Gravitation des Mondes das Meerwasser ansteigen und sinken lässt (Tide)

Wasserkraftmaschinen sind:
- Wasserrad
- Wasserturbine
- Wassermotor
- Hydraulischer Widder
- Gnepfe
- Wasserkraftschnecke
- Wassersäulenmaschine
- Klappflügel-Rotor